# Diocesi di Bevagna

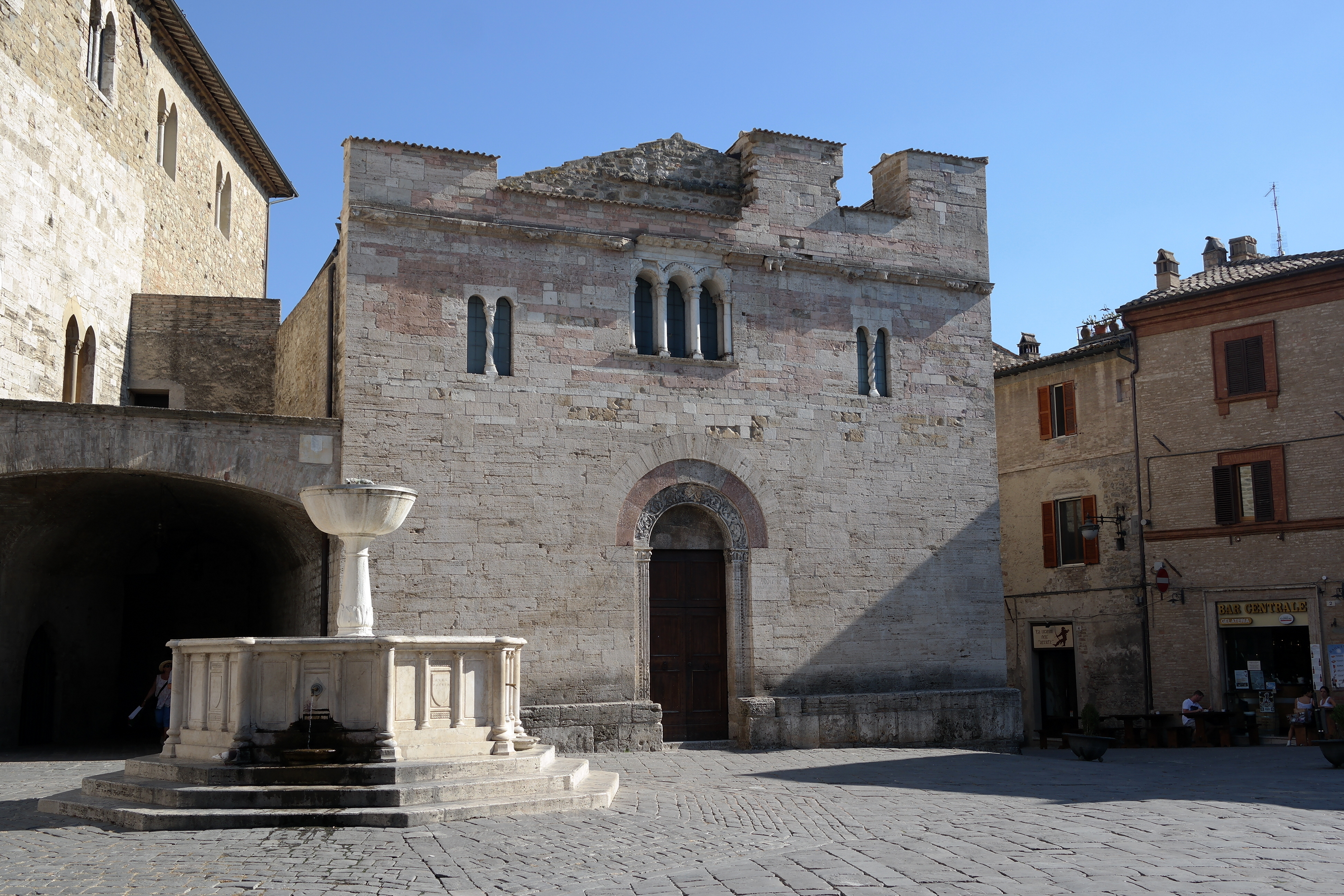
La chiesa di San Silvestro a Bevagna.

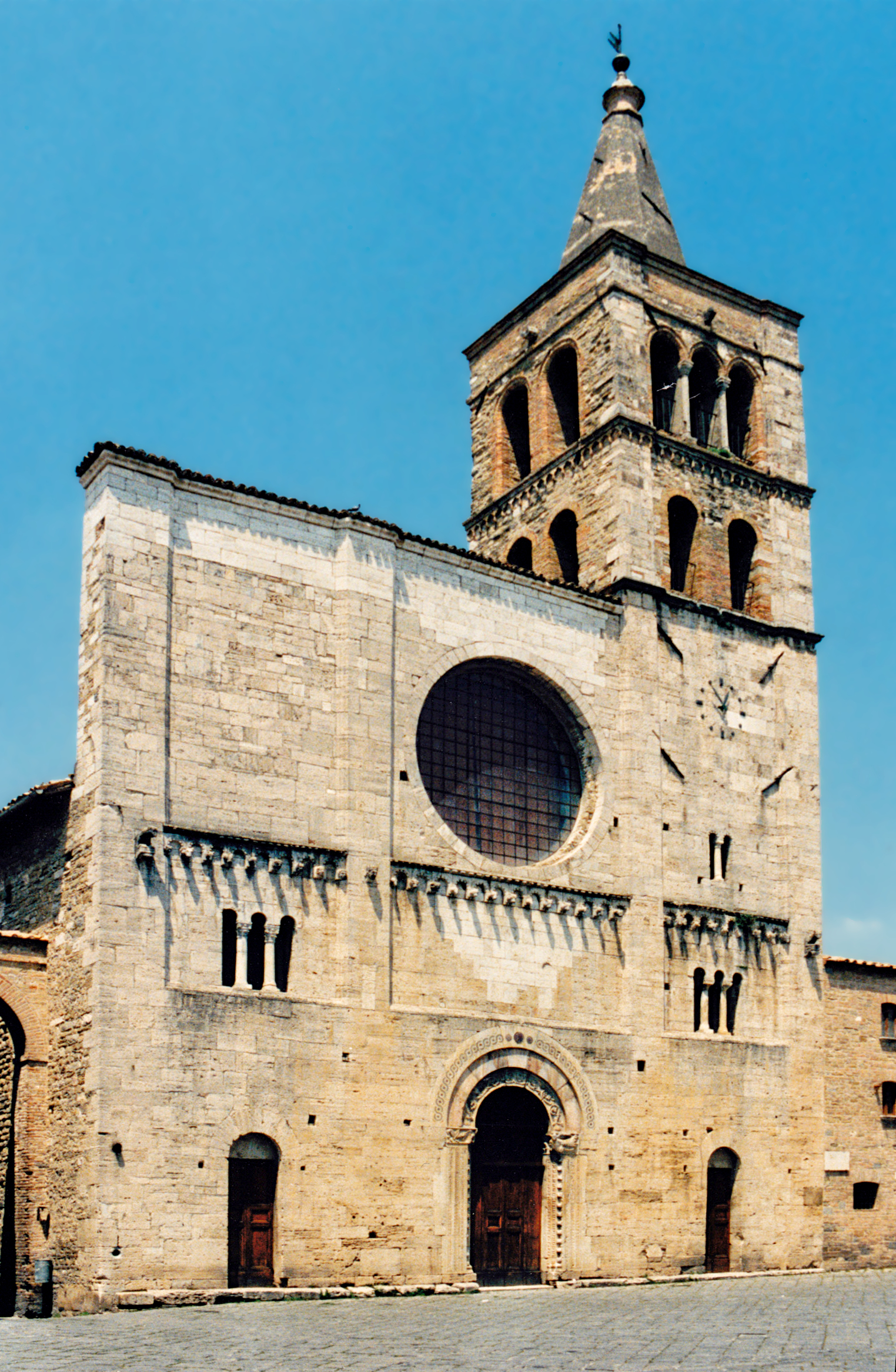
La chiesa bevenate di San Michele.

La diocesi di Bevagna (in latino: Dioecesis Mevaniensis) è una sede soppressa e sede titolare della Chiesa cattolica.

## Storia
La diocesi di Bevagna ha origine antiche. La tradizione attribuisce la diffusione del cristianesimo nel territorio al passaggio dei santi Pietro e Paolo. Una passio, non anteriore al VI secolo, riferisce del martirio che avrebbero subito nel 303, durante la persecuzione di Diocleziano, il vescovo di Bevagna Vincenzo e suo fratello Benigno, diacono della sua Chiesa; dopo vari tormenti, Vincenzo morì a Mevania il 6 giugno, mentre Benigno era stato decapitato a Perugia il 1º maggio precedente.
Nicola Coletti, redattore del decimo volume dell'Italia sacra di Ferdinando Ughelli, aggiunge il vescovo Giustino, di origini romane, che venne nominato alla cattedra di Bevagna da papa Silvestro I (314-335). Risulta tuttavia dubbia l'esistenza storica di questo vescovo, per la mancanza di riferimenti storici e documentari.
Il primo vescovo storicamente certo è Innocenzo, episcopus ecclesiae Mevanatis, che visse tra la fine del V secolo e gli inizi del VI. La sua prima attestazione risale al 487, quando prese parte al concilio lateranense indetto da papa Felice III per regolarizzare la reintegrazione dei lapsi africani nella Chiesa cattolica. Il nome di Innocenzo appare ancora nella lista delle presenze e in quella delle sottoscrizioni del concilio romano indetto da papa Simmaco nel marzo del 499, dove furono stabilite alcune norme circa l'elezione dei vescovi di Roma. Innocenzo prese parte ad un terzo concilio, chiamato "sinodo palmare", che recenti studi attribuiscono al 502, convocato dal re Teodorico per giudicare l'operato del papa Simmaco: Innocenzo sottoscrisse al 30º rango la lettera sinodale che liberò il papa da ogni accusa e lo ristabilì pienamente in tutti i suoi diritti. Il nome di Innocenzo, ma senza indicazione della sede vescovile di appartenenza, appare anche negli atti di altri due concili, quello del 495 indetto da papa Gelasio I, e quello del 6 novembre 501 indetto ancora da papa Simmaco: in entrambi i casi potrebbe trattarsi del vescovo di Bevagna o di un omonimo di un'altra diocesi.
Della diocesi di Bevagna non si hanno più notizie fino ai tempi di Gregorio Magno, quando la sede risulta vacante da tempo. Infatti nel mese di agosto 591 il papa affidò al presbitero Onorato, appartenente probabilmente alla Chiesa di Bevagna, l'amministrazione dei beni e delle entrate della diocesi fino alla nomina del vescovo. Non è chiaro se Bevagna abbia avuto realmente un suo vescovo; di certo nel 597 la sede era ancora vacante, perché il papa assegnò a Crisanto, vescovo di Spoleto, il compito di visitatore della Chiesa bevanate, con poteri tuttavia limitati. Due anni dopo il pontefice ampliò i poteri di Crisanto; infatti, nel mese di giugno del 599, per far fronte alle istanze del clero bevanate che si lamentava della mancanza di preti, Gregorio Magno affidò al vescovo spoletino il compito di scegliere tra il clero una persona adatta a diventare vescovo e di inviarlo al più presto a Roma per essere consacrato; tuttavia, qualora non ci fossero persone degne per tale incarico, Crisanto avrebbe dovuto consacrare nuovi preti in conformità ai canoni e alle regole ecclesiastiche.
Nel VII secolo è noto un nuovo vescovo di Bevagna, Marciano, che prese parte al concilio lateranense indetto da papa Martino I nel 649, durante il quale fu condannata l'eresia monotelita. Marciano firma gli atti come Mebiense episcopo, che gli editori degli Acta conciliorum oecumenicorum riconoscono come vescovo di Bevagna; Ughelli legge Nebiense episcopo, assegnando così questo vescovo, che chiama Martino, alla diocesi di Nebbio in Corsica; Sbaraglia non esclude che la lezione corretta sia Trebiense, ossia Trevi.
Coletti indica un ultimo vescovo di Bevagna, Fabio, della famiglia degli Anellini o dei Savelli, fatto vescovo bevanate da papa Sergio II nell'844 circa. Tuttavia non ci sono documenti storici coevi che confermino questa affermazione di Coletti. La diocesi scomparve con tutta probabilità nella seconda metà del VII secolo ed il suo territorio annesso a quello della diocesi di Spoleto.
Dal 1968 Bevagna è annoverata tra le sedi vescovili titolari della Chiesa cattolica; dal 29 dicembre 2010 l'arcivescovo, titolo personale, titolare è Marcello Bartolucci, già segretario della Congregazione delle cause dei santi.

## Cronotassi

### Vescovi residenziali
- San Vincenzo † (? - 303 deceduto)
- Giustino † (all'epoca di papa Silvestro I)
- Innocenzo † (prima del 487 - dopo il 502)
- Marciano † (menzionato nel 649)
- Fabio ? † (menzionato nell'844)

### Vescovi titolari
- Jesús Mateo Calderón Barrueto, O.P. † (13 marzo 1969 - 3 novembre 1972 nominato vescovo di Puno)
- José de Jesús Tirado Pedraza † (25 gennaio 1973 - 7 dicembre 1976 nominato arcivescovo di Monterrey)
- Fortunato Baldelli † (12 febbraio 1983 - 20 novembre 2010 nominato cardinale diacono di Sant'Anselmo all'Aventino)
- Marcello Bartolucci, dal 29 dicembre 2010